# John Macdonald Kinneir
Sir John Macdonald Kinneir (* 3. Februar 1782 in Carnden, Linlithgow; † 11. Juni 1830 in Tabriz) war ein schottischer Offizier der Britischen Ostindien-Kompanie und britischer Diplomat.

## Biografie

### Jugend
John Macdonald Kinneir war der illegitime Sohn von John Macdonald von Sanda Island, Argyllshire, und Cecilia Maria Douglas Kinneir aus Kinneir, bei Wormit in Fifeshire. Der Tod seines Vaters ließ ihn im Besitz von mehreren Ländereien, die aber so überschuldet waren, dass sie nach langen Rechtsstreitigkeiten verkauft werden mussten; allein Sanda Island, den Stammsitz seiner Familie, konnte er zurückerwerben. In seiner Jugend schlug John Macdonald Kinneir mit anderen Angehörigen des Macdonald-Clans in einer Einheit von Fencibles einen Aufstand in Irland nieder.
Die Schwierigkeiten mit dem Erbe seines Vaters veranlassten ihn, eine Kadettenausbildung in Madras anzutreten, wo er 1803 eintraf. Im September 1804 wurde er als Ensign der 1st Madras Native Infanterie in die Madras Army übernommen, die zu diesem Zeitpunkt noch der Britischen Ostindien-Kompanie unterstand, doch trat er den dortigen aktiven Dienst erst an, als er im Januar 1807 als Lieutenant zur neuaufgestellten 24th  Madras Native Infanterie gewechselt hatte. 1818 wurde er zum Captain dieses Regiments befördert und erreichte später noch den Brevet-Rang eines Lieutenant-Colonel.

### Reisen im Iran und im Vorderen Orient (1808–1811)
Von 1808 bis 1809 nahm er als „political assistant“ an der Mission von Sir John Malcolm in Persien teil, nachdem er auf einem Posten als Sekretär des britischen Oberbefehlshabers in Malabar gesundheitlich schwer mitgenommen worden war. Die britische Mission war erforderlich geworden, weil man zu dieser Zeit (als Folge des Friedensschlusses zwischen Frankreich und Russland im Juli 1807) befürchtete, eine französisch-russische Bündnisarmee könnte zur Besetzung Nordindiens auf den Weg geschickt werden, zumal auch Persien seit 1807 mit Frankreich vertraglich verbunden war (Vertrag von Finckenstein). Andererseits befand sich Persien mit Russland seit 1804 im Krieg, und die britische Strategie setzte nun darauf, dass die Verständigung zwischen Frankreich und Russland den Schah wieder in die Arme Großbritanniens treiben würde. Die Mission Malcolms erreichte von Bombay aus Buschehr am Persischen Golf, dann Schiras, doch die Bemühungen, Fath Ali Schah von der französischen auf die britische Seite zu ziehen, wurden von den in Teheran anwesenden Französen hintertrieben und hatten nicht den gewünschten Erfolg, und Malcolm zog sich wieder nach Indien zurück. Erst einer neuerlichen Mission unter Sir Harford Jones war es zu verdanken, dass im März 1809 ein Vertrag zwischen Persien und Großbritannien zustande kam. Kinneir selbst war währenddessen als Agent in Buschehr tätig und bereiste mehrere Regionen Persiens. Anschließend, im Jahr 1810, reiste er nach Bagdad und von dort in Richtung Syrien, wurde aber unterwegs von arabischen Beduinen überfallen, ausgeraubt und verwundet. Er ging nach Bagdad zurück, brach dann aber über Mosul und Diyarbakır nach Konstantinopel auf. Auf dem Seeweg (via Portugal) kehrte er schließlich aus der Türkei nach England zurück. Aus dem ersten Aufenthalt in Persien ging Kinneirs erster Reisebericht hervor, den er nach seiner Rückkehr nach England verfasste und der 1813 veröffentlicht wurde.

### Reise nach Indien (1813–1814)
Im Jahr 1813 wurde angeordnet, er müsse zu seinem Regiment nach Indien zurückkehren. Zusammen mit Colonel Neil Campbell (1776–1827) machte er sich deshalb nach Stockholm auf, um von dort durch Russland und Persien nach Indien zu gelangen. Inzwischen war aber (nach dem gescheiterten Russlandfeldzug Napoleons) die Lage im südlichen Russland wieder befriedet, und so nahm man stattdessen die Route durch Polen und Ungarn und über den Balkan nach Konstantinopel. Kinneir besuchte dann Kleinasien und Zypern, bevor er sich anschließend nach Armenien und von dort weiter nach Bagdad begab. Im Mittelpunkt seiner Bemühungen stand dabei die Erkundung der Wege, die eine mögliche russische (oder andere europäische) Armee auf dem Landweg nach Indien einschlagen könnte; aus diesem Grund interessierte er sich auch sehr für die Geschichte der Asienfeldzüge Alexanders des Großen, die er in seinem zweiten Reisebericht (1818) ausführlich behandelt. Vom Iraq aus reiste Kinneir schließlich auf dem Seeweg nach Indien. Ab 1814 war er für einige Jahre Stadtkommandant in Fort St. George, Madras sowie Agent bei den Nawabs von Karnatik (bzw. Arcot).

### Als Gesandter im Iran (1826–1830)
Als im Jahr 1823 beschlossen wurde, das den britischen Gesandten in Persien abzuziehen und durch einen Angehörigen der Ostindien-Kompanie zu ersetzen, fiel die Wahl auf Kinneir. Dieser wurde 1824 offiziell ernannt und traf im September 1826 in Persien ein, just zu dem Zeitpunkt, als sich Persien wieder in einem erneuten Krieg mit Russland befand. Fath Ali Schah forderte britische Unterstützung, doch Kinneir verweigerte diese, weil britische Unterstützung nur für den Fall zugesichert worden war, Persien werde angegriffen, doch 1826 hatten persische Truppen russisches Gebiet besetzt und den neuerlichen Konflikt begonnen. Kinneir war im Jahr 1827 anwesend, als die persischen Truppen im Oktober aus Yerevan vertrieben wurden und weiter auf Tabriz vorstießen; er versuchte mit allen Mitteln, den Konflikt zu beenden und wurde von den Russen schließlich als inoffizieller Vermittler akzeptiert. Aus den Verhandlungen ging im Februar 1828 der Friede von Turkmantschai hervor, der für Persien sehr ungünstige Bedingungen (einschließlich Verlust von Territorien und Reparationszahlungen) hatte und dazu führte, dass der Einfluss Großbritanniens in Persien auf ein Mindestmaß schwand. Kinneir wurde jedoch dafür nicht verantwortlich gemacht und stand bei Russen und Persern in gutem Ruf. Er erhielt in der Folge den persischen Sonnen- und Löwenorden und wurde im November 1829 von der britischen Regierung als Knight Bachelor geadelt; bis zu seinem Tod in Tabriz, am 11. Juni 1830 in Folge einer längeren Krankheit, blieb er britischer Gesandter beim Schah von Persien. Aus Anlass seines Todes wurde in Persien eine dreimonatige Staatstrauer angeordnet.
Kinneir war mit Amelia Harriet verheiratet, Tochter von Lieutenant-General Sir Alexander Campbell, 1. Baronet (1760–1824), Oberbefehlshaber der Madras Army. Sie begleitete ihren Ehemann während seiner Gesandtschaft in Persien. Sie überlebte ihn um drei Jahrzehnte; sie starb 1860 in Boulogne.

## Im Urteil von Zeitgenossen
| „Sir John Macdonald, though not old in years, had the appearance of being worn out, as he in fact was, with a life of toil and vicissitude. His manners were good, but reserved to strangers. With friends he was frank and communicative. His mind was singularly stored with knowledge; well educated, he was an insatiable reader of every book that contained information. He had visited almost every court of Europe, and was well acquainted with many foreigners of rank and distinction. He was of a warm temper, but his passion was short-lived. (…) His love of truth and contempt for art and falsehood were the predominant qualities of his mind. They pervaded every act of his private and public life; and to them he owed his extraordinary success as a diplomatist, for they inspired a confidence in his character in all classes, which enabled him to perform the recent great services he has done to his country.“ | „Sir John Macdonald, obwohl nicht alt an Jahren, machte den Eindruck, ausgelaugt zu sein, was tatsächlich der Fall war, durch die Umstände eines mühevollen und wechselhaften Lebens. Seine Manieren waren gut, aber gegenüber Fremden reserviert. Freunden gegenüber war er offen und gesprächig. Sein Geist war in einzigartiger Weise mit Wissen angefüllt; selbst gut gebildet, verschlang er jedes Buch, das nur irgendeine Information bot. Er hatte fast jeden Hof in Europa besucht und war mit vielen Ausländern von Rang und Ansehen gut bekannt. Er besaß ein etwas hitziges Temperament, aber sein Aufbrausen war nie von langer Dauer. (…) Seine Liebe zur Wahrheit und seine Verachtung für Verstellung und Falschheit waren die hervorragenden Eigenschaften seines Gemüts. Sie prägten jede seiner Handlungen im privaten und im öffentlichen Leben; und ihnen hatte er seinen außergewöhnlichen Erfolg als Diplomat zu verdanken, denn sie riefen unter den Leuten aller Klassen Vertrauen in seinen Charakter hervor, was es ihm ermöglichte, die jüngsten großen Dienste zu vollbringen, die er seinem Land geleistet hat.“ |

## Schriften
- 1813: A Geographical Memoir of the Persian Empire, Accompanied by a Map. London: John Murray (Google)
  - Französischsprachige Ausgabe 1827: Mémoires géographiques sur l’empire de Perse. Traduit de l’anglais par le colonel [Gaspard] Drouville. 2 Bände. St. Petersburg
- 1818: Journey through Asia Minor, Armenia, and Koordistan, in the Years 1813 and 1814; with Remarks on the Marches of Alexander, and Retreat of the Ten Thousand. London: John Murray (Google)
  - Französische Ausgabe 1818: Voyage dans l’Asie Mineure, l’Arménie et le Kourdistân, dans les années 1813 et 1814; Suivi de remarques sur les Marches d’Alexandre, et la Retraite des Dix-Mille. Traduit de l’anglais, par N. Perrin. Avec une grande carte. 2 Bände. Paris: Gide Fils (Google: Band I – Band II)
  - Niederländische Ausgabe 1819: Reizen door Klein Azie, Armenie, en Koerdistan; (gedann in het jaar 1813 en 1814,) benevens Aanmerkingen wegens de Krijgstogten van Alexander, en den Terugtogt van de Tien Duizend. Uit het Engelsch. 2 Bände. Rotterdam: Arbon en Krap (Google: Band I – Band II)
  - Deutsche Ausgabe 1821: Reise durch Klein-Asien, Armenien und Kurdistan, in den Jahren 1813 und 1814. Aus dem Englischen von F.A. Ukert. Weimar: Landes-Industrie-Comptoir (Google)
- Neuausgabe 2004: Martin Ewans (Hg.): The Great Game. Britain and Russia in Central Asia. Band III (London – New York: RoutledgeCurzon), Part 1: A Geographical Memoir of the Persian Empire / Part 2: A Dissertation on the Invasion of India

Die Bibliothek der Universität Edinburgh besitzt in ihrem Archiv (unter GB 237 Coll-798) Manuskripte und Drucksachen aus Kinneirs hinterlassenen Papieren.